# Biela Púť
Biela Púť, česky lze přeložit jako Bílá Pouť, je horské sedlo, osada a stanice visuté lanové dráhy v obci Demänovská Dolina v okrese Liptovský Mikuláš na severním Slovensku. Geograficky se nachází v horské dolině a národní přírodní rezervaci Demänovská dolina v pohoří Ďumbierské Tatry v Nízkých Tatrách a v Národním parku Nízké Tatry.

## Historie a popis místa
Biela Púť leží v největším horském středisku Nízkých Tater Jasná. Lanová dráha, s přepravní kapacitou až 1800 osob/hod, z Biele Púti na Priehybu překonává převýšení 103 m. Lanová dráha, kterou provozuje společnost Tatry mountain resorts, se stala stavbou roku 2022, kdy získala cenu veřejnosti. Místo také nabízí informační centrum a zázemí pro turisty a lyžaře. Nachází se zde také rybník sloužící jako vodní zdroj pro umělé zasněžování v zimě. 

## Další informace
Místo je přístupné automobily a vede k němu několik turistických tras a cyklotras.

## Galerie

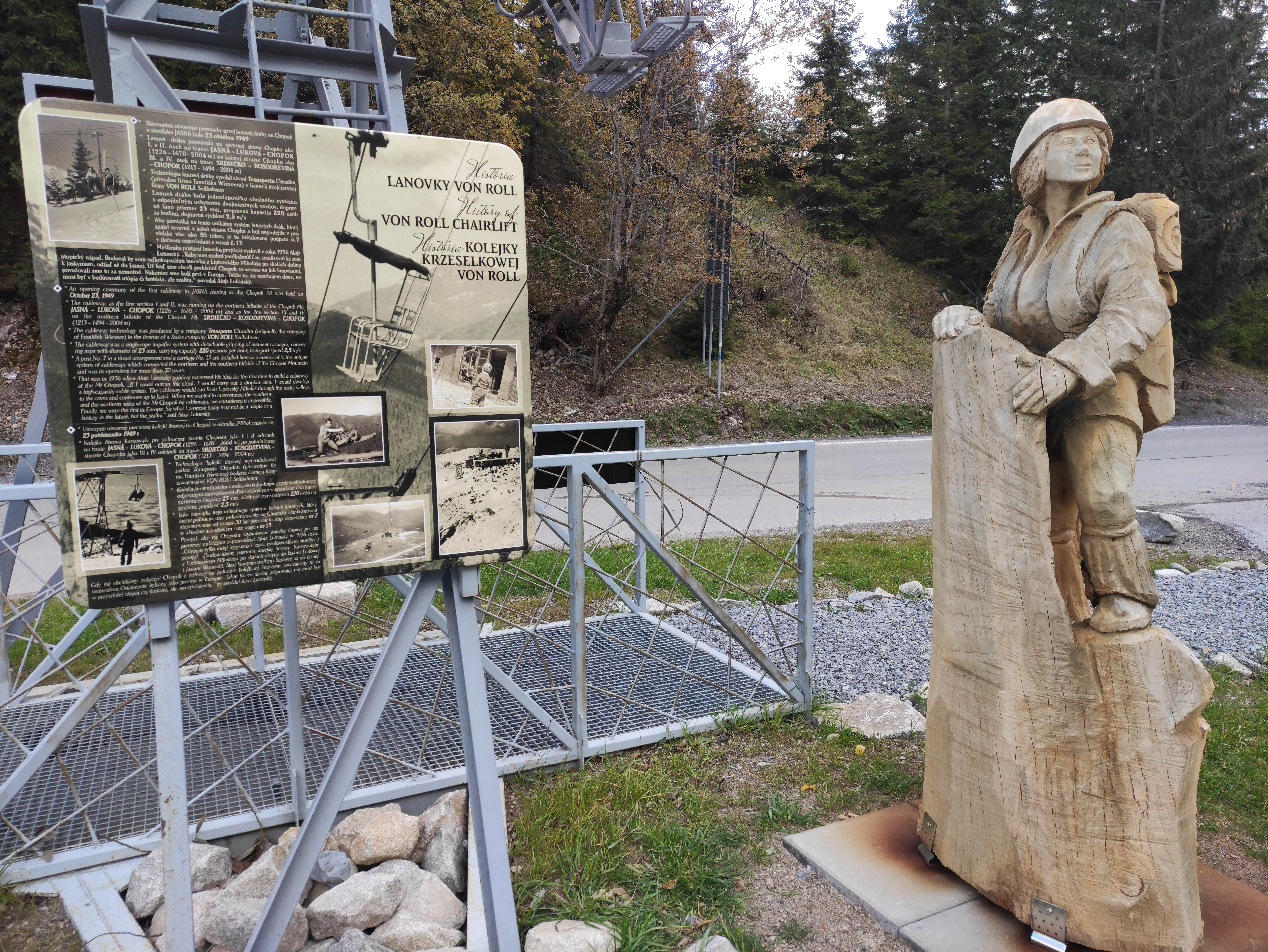
Umělecké dílo na místě
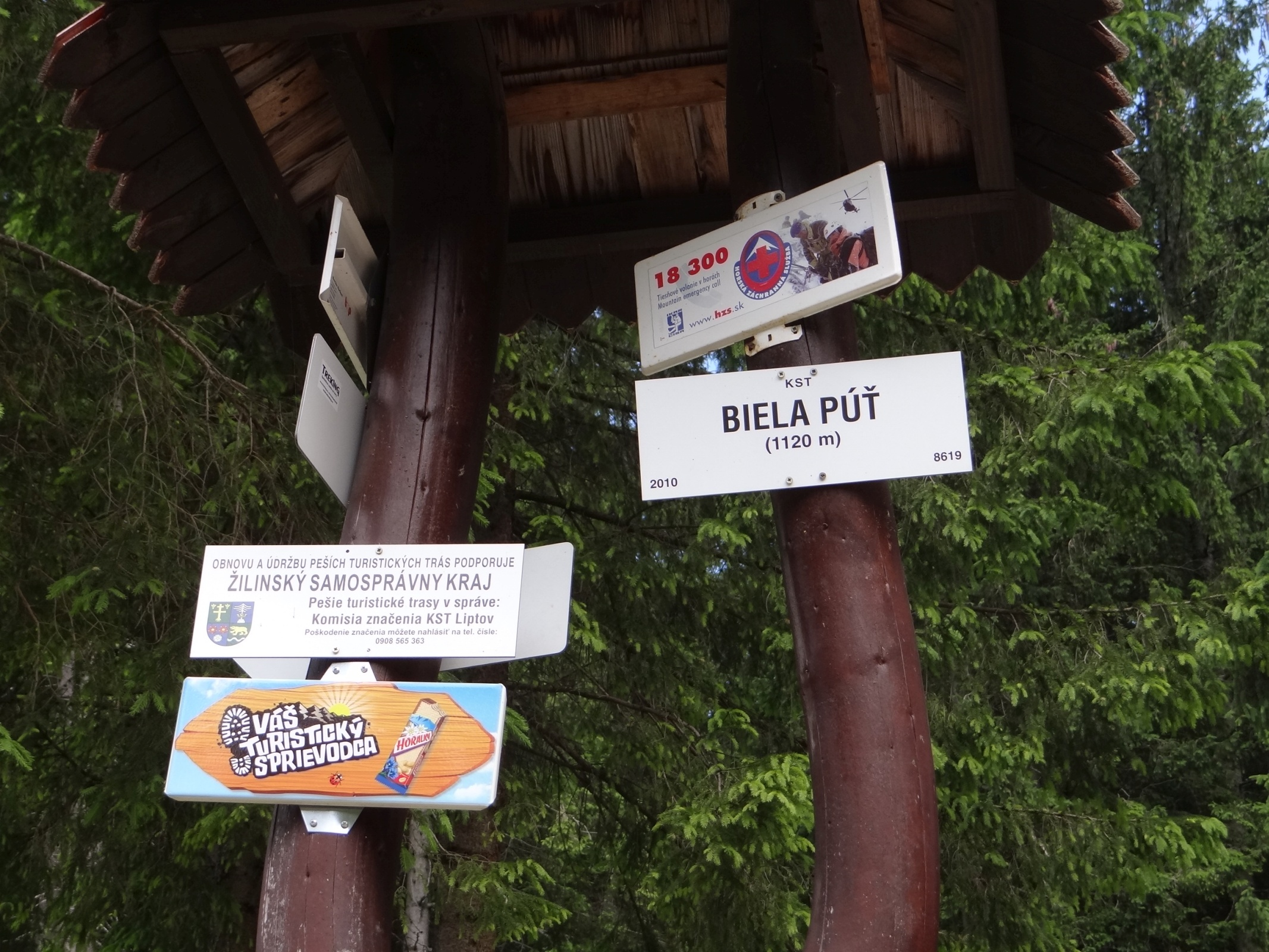
Rozcestníky
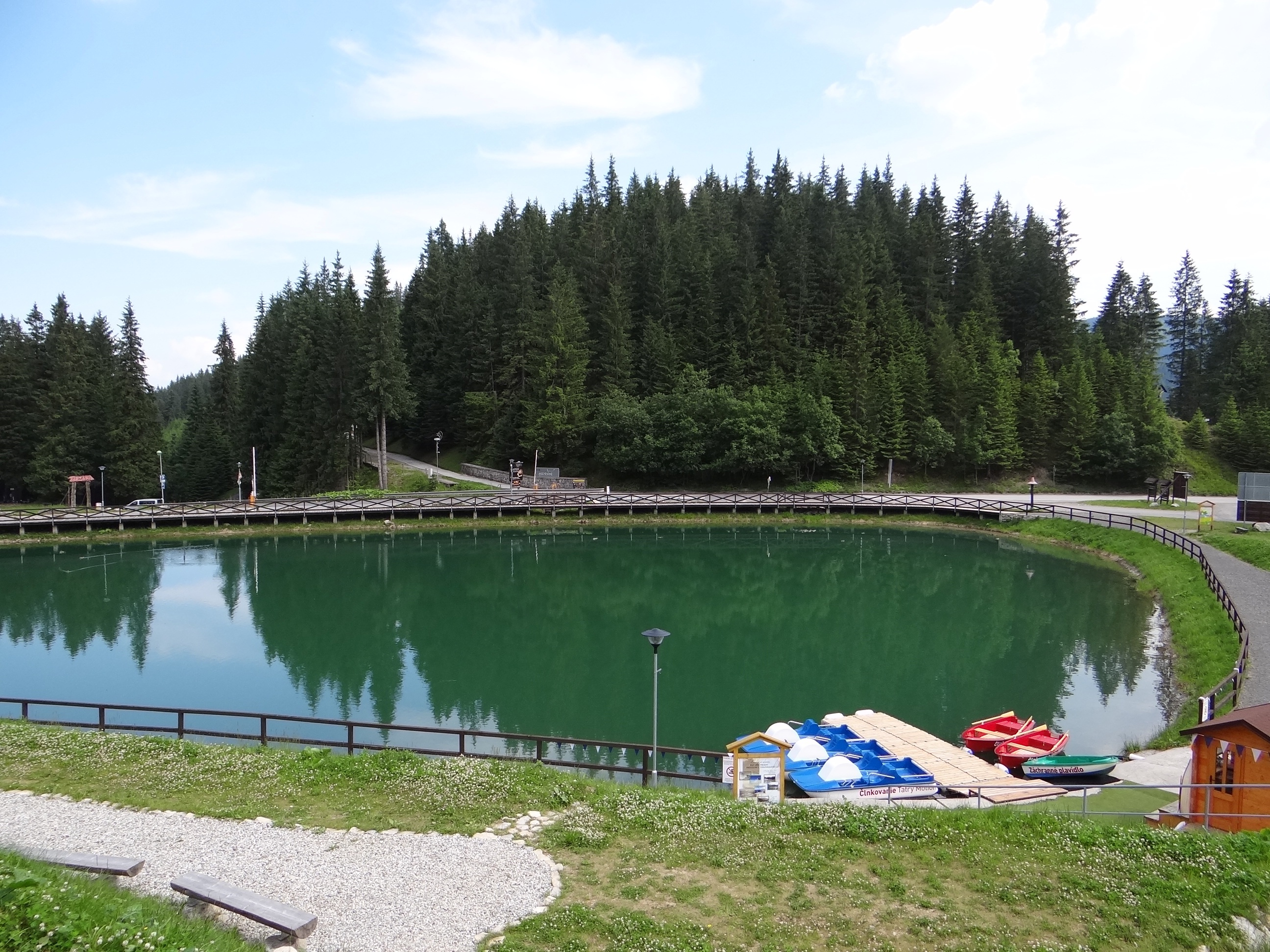
Vodní nádrž na místě
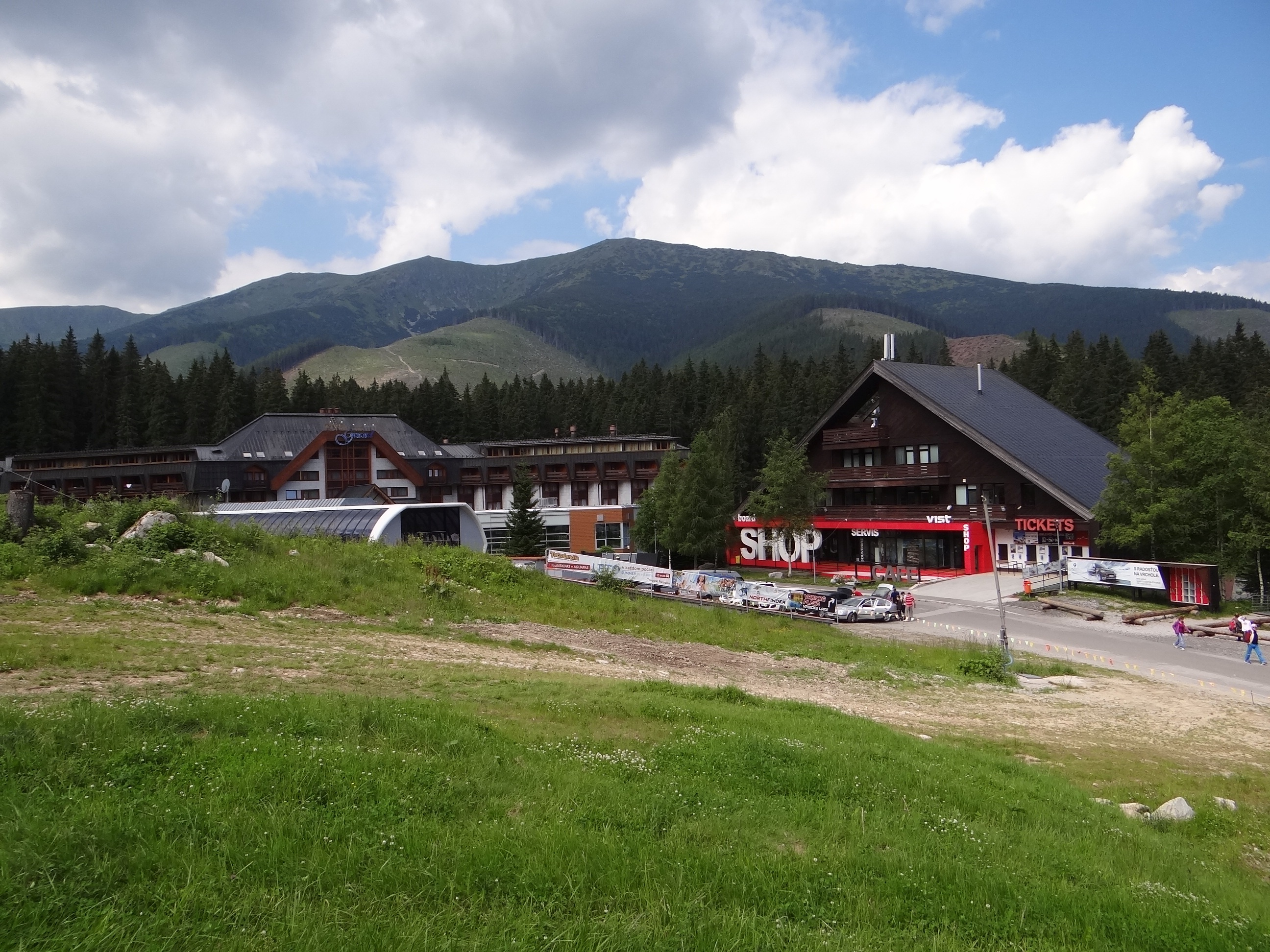
V pozadí s horami